# Crininae
Crininae es una subtribu perteneciente a la familia Amaryllidaceae.
Esta subtribu está caracterizada por las hojas, a menudo, con un meristema intercalar, generalmente bordeadas de dientes cartilaginosos, y el ápice truncado. Las flores actinomorfas a zigomorfas, con un tubo de perigonio; estambres libres, fruto indehiscente, irregular. Muy extendida en los trópicos y en África subsahariana.

## Géneros
- Crinum L.
- Ammocharis Herb.
- Cybistetes Milne-Redh. & Schweickerdt